# Macrodorcas recta amamiana
Macrodorcas recta amamiana es una subespecie de coleóptero de la familia Lucanidae.

## Distribución geográfica
Habita en Japón.